# Saignon
Saignon is een gemeente in het Franse departement Vaucluse (regio Provence-Alpes-Côte d'Azur) en telt 1005 inwoners (2004). De plaats maakt deel uit van het arrondissement Apt.

## Geografie
De oppervlakte van Saignon bedraagt 19,6 km², de bevolkingsdichtheid is 51,3 inwoners per km².
De onderstaande kaart toont de ligging van Saignon met de belangrijkste infrastructuur en aangrenzende gemeenten.

## Demografie
Onderstaande figuur toont het verloop van het inwonertal (bron: INSEE-tellingen).